# The Children of Times Square
The Children of Times Square é um telefilme norte-americano de 1986, dirigido por Curtis Hanson.

## Enredo
Um adolescente em conflito com a família foge de casa e vai viver nas ruas de Nova Iorque, onde cai nas mãos de um traficante de cocaina que usa crianças como vendedores.